# 舷號

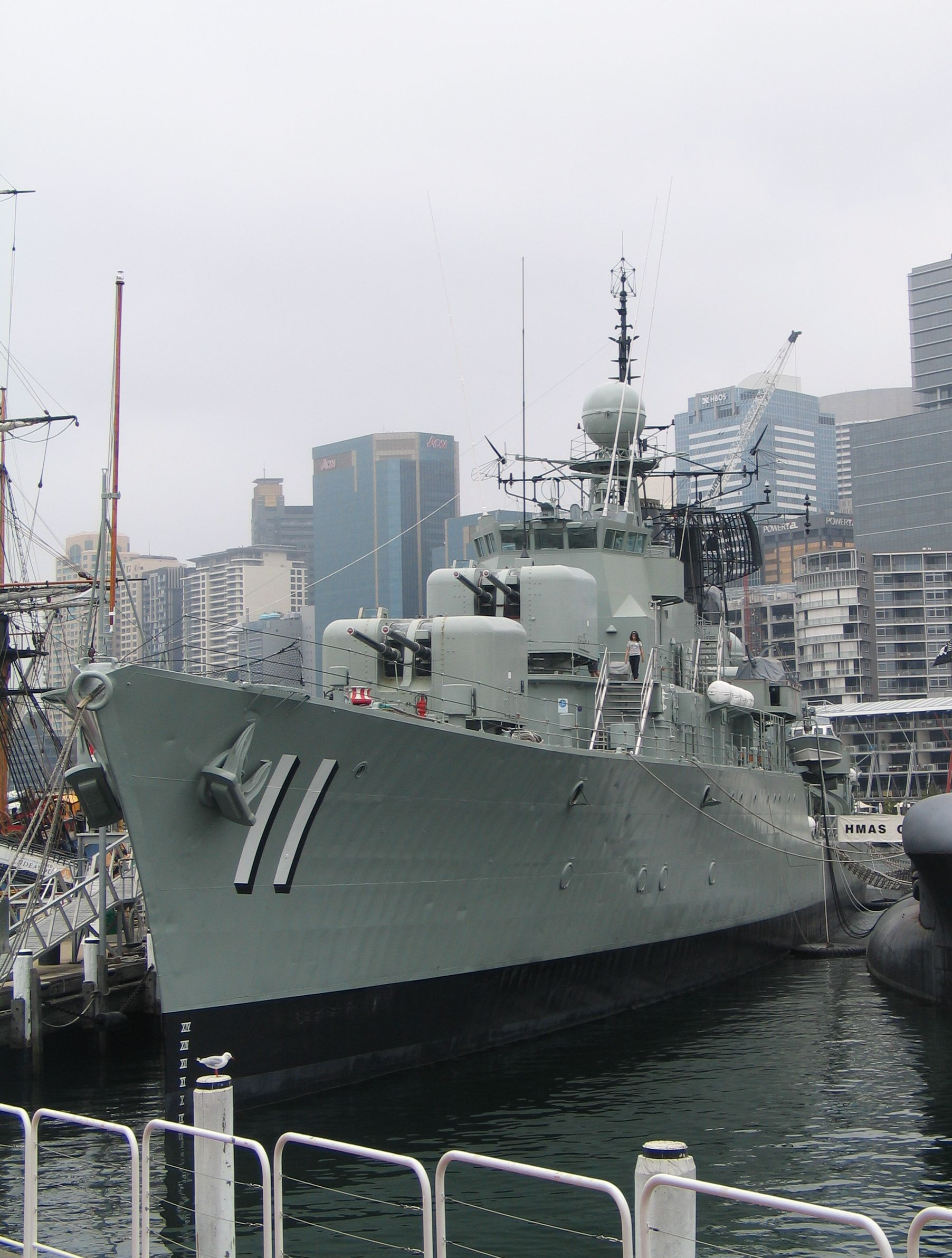
舷號11號的澳大利亞皇家海軍吸血鬼號（HMAS Vampire）

舷號（英語：Pennant Number）亦即船身上的編號，通常是標誌在艦艇兩舷的吃水深度（水位）線以上位置，也有一些是標誌在舰尾的。至於潜艇，則是標誌在指挥室的围壳上。舷號由該個國家的海军领导机关统一编定，用以确定舰艇在海军序列中的位置，以方便识别。舷號通常是以序号或者代字加以序号表示，代字代表相应舰型；例如X615号综合补给船及J50号远洋救捞船等。有的国家海军舰艇則只會標誌序号，不用標誌代字。例如美国海軍的企业号航空母舰(CVN65)的代号为CVN-65，以65为舷号標誌在舰首乾舷，并且以特大的字型標誌在飞行甲板上。

## 各國

### 中华人民共和国
中国人民解放军海军的舰船舷号并不是连贯的。
北部战区海军驅逐艦從101開始編號，101至104賦予了進口自蘇聯的「四大金剛」，现已退役。
105艦为051型驱逐舰首艘艦隻，其後有連續編號到110。
第二代驅逐艦112至113投入服務後，111空缺。
此后大連造船廠的115艦露面，114空缺。
此外，112是052I型驅逐艦，113是052II型驱逐舰，168是052B型导弹驱逐舰，170是052C型导弹驱逐舰，不存在052A 型驱逐舰。
护卫舰中，053H型导弹护卫舰的舷號是516，而不是順序編號的509，舷號大小與建造時間並不對應。后另外补护卫舰为509舷号。
在1970年代中期開始，中國人民解放軍海軍使用現時所使用的舷號體系以後，退役護衛艦的舷號都被重新使用，例如的528號瑞金艦、512號廣州艦。

#### 空缺舷號
- 101至115：空缺111、114，於船臺上拆毀。
- 131至137：空缺135，於船臺上拆毀，估計為051艦。
- 160至171：沒有空缺。
- 501至528：沒有空缺。
- 531至545：空缺538。
- 551至567：沒有空缺[1]。